# Phare Akra Maleas
Le phare Akra Maleas, également appelé phare Maleas, est situé au Cap Malée, une péninsule de l'extrémité méridionale du Péloponnèse en Grèce. Il est achevé en 1883.

## Caractéristiques
Le phare est une tour carrée de pierres, surmontant la maison du gardien. Il s'élève à 40 mètres au-dessus de la mer Égée.

## Codes internationaux
- ARLHS[2] : GRE-093
- NGA : 15044
- Admiralty[3] : E 4078

## Source
(en) [PDF] List of lights radio aids and fog signals - 2011 - The west coasts of Europe and Africa, the mediterranean sea, black sea an Azovskoye more (sea of Azov) (la liste des phares de l'Europe, selon la National Geospatial - Intelligence Agency)- Version 2011 - National Geospatial - Intelligence Agency - p. 261

## Lien connexe
Cap Malée